# (5923) Liedeke
(5923) Liedeke est un astéroïde de la ceinture principale.

## Description
(5923) Liedeke est un astéroïde de la ceinture principale. Il fut découvert le 26 novembre 1992 à Kitt Peak par le projet Spacewatch. Il présente une orbite caractérisée par un demi-grand axe de 2,85 UA, une excentricité de 0,01 et une inclinaison de 3,3° par rapport à l'écliptique.

## Compléments